# The Magnificent Ambersons
The Magnificent Ambersons is een Amerikaanse dramafilm uit 1942, geschreven, geproduceerd en geregisseerd door Orson Welles.

## Verhaal
De knappe Eugene Morgan wil trouwen met Isabel Amberson, de dochter van een rijke familie. In plaats daarvan trouwt zij met Wilbur Minafer. Na het overlijden van Wilbur keert Eugene terug en vraagt Isabel nog een keer ten huwelijk. Zij stemt in, maar haar verwende zoon tracht het huwelijk te saboteren.

## Rolverdeling
| Acteur           | Personage               |
| ---------------- | ----------------------- |
| Joseph Cotten    | Eugene Morgan           |
| Dolores Costello | Isabel Amberson Minafer |
| Anne Baxter      | Lucy Morgan             |
| Tim Holt         | George Minafer          |
| Agnes Moorehead  | Fanny Minafer           |
| Ray Collins      | Jack Amberson           |
| Erskine Sanford  | Roger Bronson           |
| Richard Bennett  | Majoor Amberson         |
| Orson Welles     | Verteller               |

## Achtergrond
Het was de tweede speelfilm die Welles maakte nadat hij zijn doorbraak had met Citizen Kane, Omdat Kane het zeer slecht deed in de bioscopen besloot RKO om Welles wat minder vrijheid te geven. Daardoor was de regisseur niet helemaal tevreden over het uiteindelijke product. In 1991 werd de film opgenomen in het National Film Registry.